# Ettenreichgasse
Die Ettenreichgasse befindet sich im 10. Wiener Gemeindebezirk, Favoriten. Sie wurde 1875 nach Josef Ettenreich benannt, einem Fleischermeister, der 1853 ein Messerattentat auf den österreichischen Kaiser Franz Josef vereiteln konnte.

## Lage und Charakteristik
Die Ettenreichgasse beginnt am Reumannplatz und führt in südlicher Richtung ansteigend bis zur Grenzackerstraße. Sie ist durchgehend mit Alleebäumen bestückt und besitzt einen Radweg. Für den Autoverkehr wird sie ab der Troststraße bis zum Reumannplatz als Einbahnstraße geführt. Zwischen Troststraße und Dieselgasse bildet sie für Autofahrer eine Sackgasse und danach bis zur Grenzackerstraße wird die Ettenreichgasse zum Fuß- und Radweg, da sich hier ein großes Schulzentrum befindet. Dieser Weg überquert mit dem Pernerstorfersteg die Grenzackerstraße und setzt sich auf der anderen Seite in der Otto-Willmann-Gasse fort. Die Bebauung zwischen Reumannplatz und Inzersdorfer Straße stammt weitgehend noch aus der Zeit um 1900, danach folgen weitere moderne Bauten. Auf Nummer 38 befindet sich eine Moschee.

## Bauwerke

### Nr. 1: Paula-Hof
Der Paula-Hof stammt aus dem Jahr 1914 und befindet sich an der Ecke zum Reumannplatz. Die Seite dorthin ist repräsentativ ausgestattet.

### Nr. 21–23: Ehemaliger Stadtbaumeister W.F.Sommer
Hier wurde im Mai 2010 die Werkhalle des ehemaligen Stadtbaumeisters W.F.Sommer abgerissen. An der Fassade waren die Zunftzeichen für Maurer und Zimmerleute und beim Haupttor zur Linken ein Maurer und zur Rechten ein Zimmermann bei ihrer Arbeit abgebildet. Es handelte sich um rotbraune Reliefdarstellungen, welche mit „LS“ signiert wurden.
Von Herbst 2010 bis Frühjahr 2012 errichtete die ÖSW (Österreichisches Siedlungswerk Gemeinnützige Wohnungsaktiengesellschaft) auf diesem Areal ein Wohnhaus.

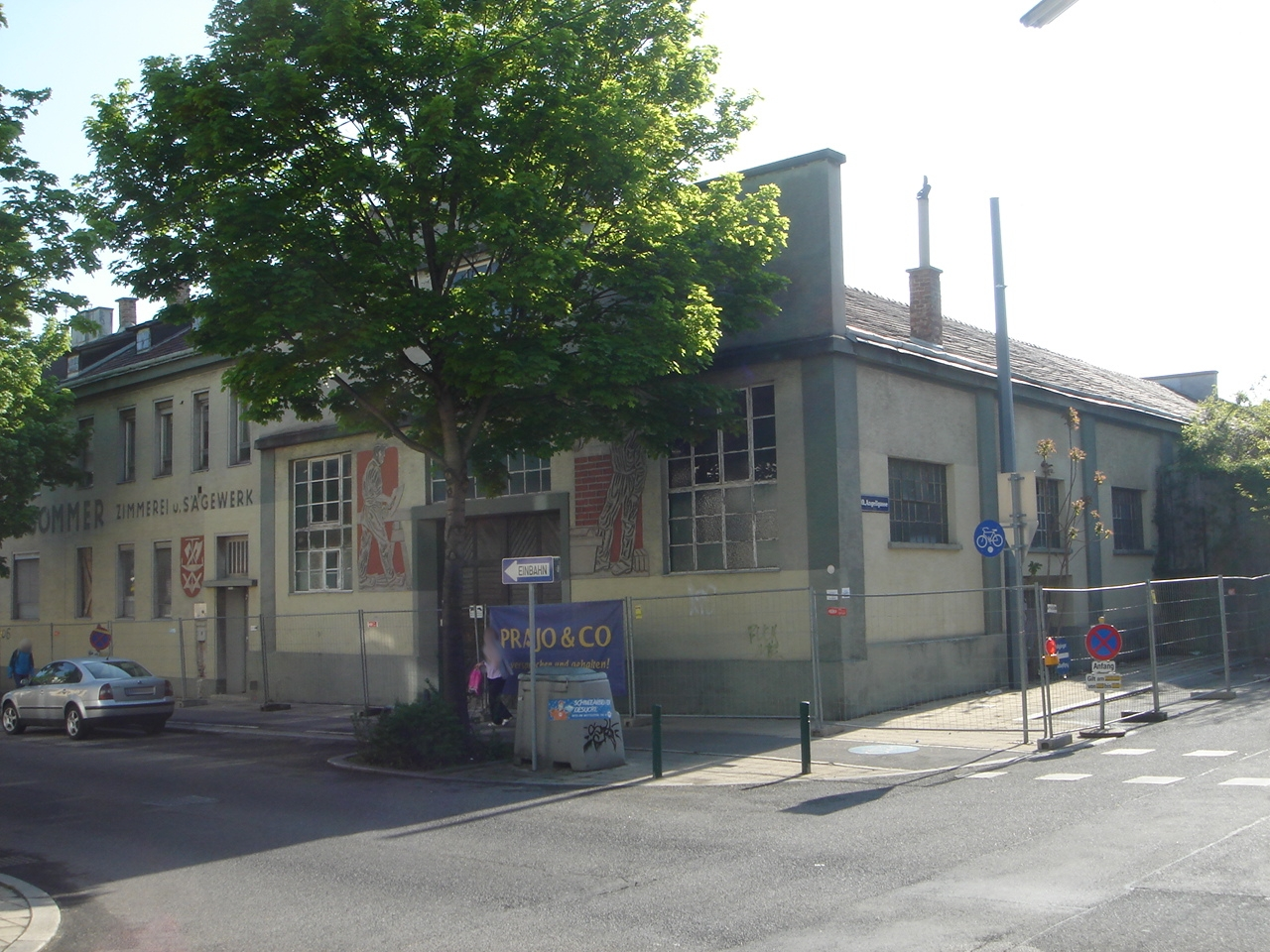
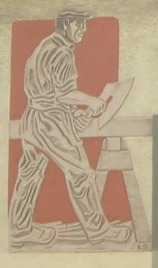
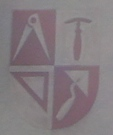
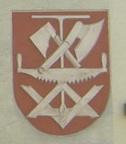

### Nr. 22: Ettenreich-Mosaik
Am modernen Haus Nummer 22 befindet sich ein zweiteiliges Mosaik, das an den Namensgeber der Gasse, Josef Ettenreich, erinnert. Die linke Seite zeigt ein Porträt des Genannten, die Inschrift dabei stellt ihn vor. Auf der rechten Seite ist die Votivkirche zu sehen, die zum Dank für das überstandene Attentat vom Kaiser gestiftet wurde, die Inschrift bezieht sich hier auf die Tat Ettenreichs.

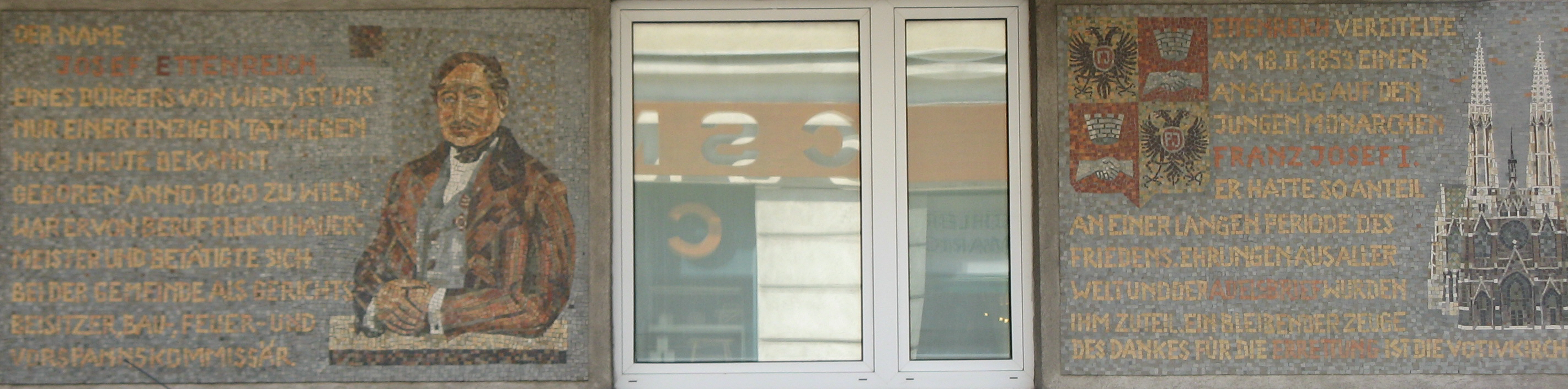
Mosaik für Josef Ettenreich, Ettenreichgasse 22

### Nr. 25–27: Ehemalige Turnhalle Sokol
Hier befand sich ursprünglich eine Fabrikhalle, die in den Jahren 1933/34 von Josef Vytiska zu einer Turnhalle für den tschechischen Verein Sokol umgebaut wurde. Der langgestreckte Bau mit Flachdach hatte an der Eingangsfront ein Putzschnittfeld mit dem Bild eines Falken (Sokol heißt auf Deutsch Falke). Um das Jahr 2000 wurde dieser Bau abgerissen und durch einen modernen Wohnhausneubau ersetzt. Dahinter entstand die neue Sokol-Turnhalle an der Angeligasse.

### Nr. 41–43: GRG 10

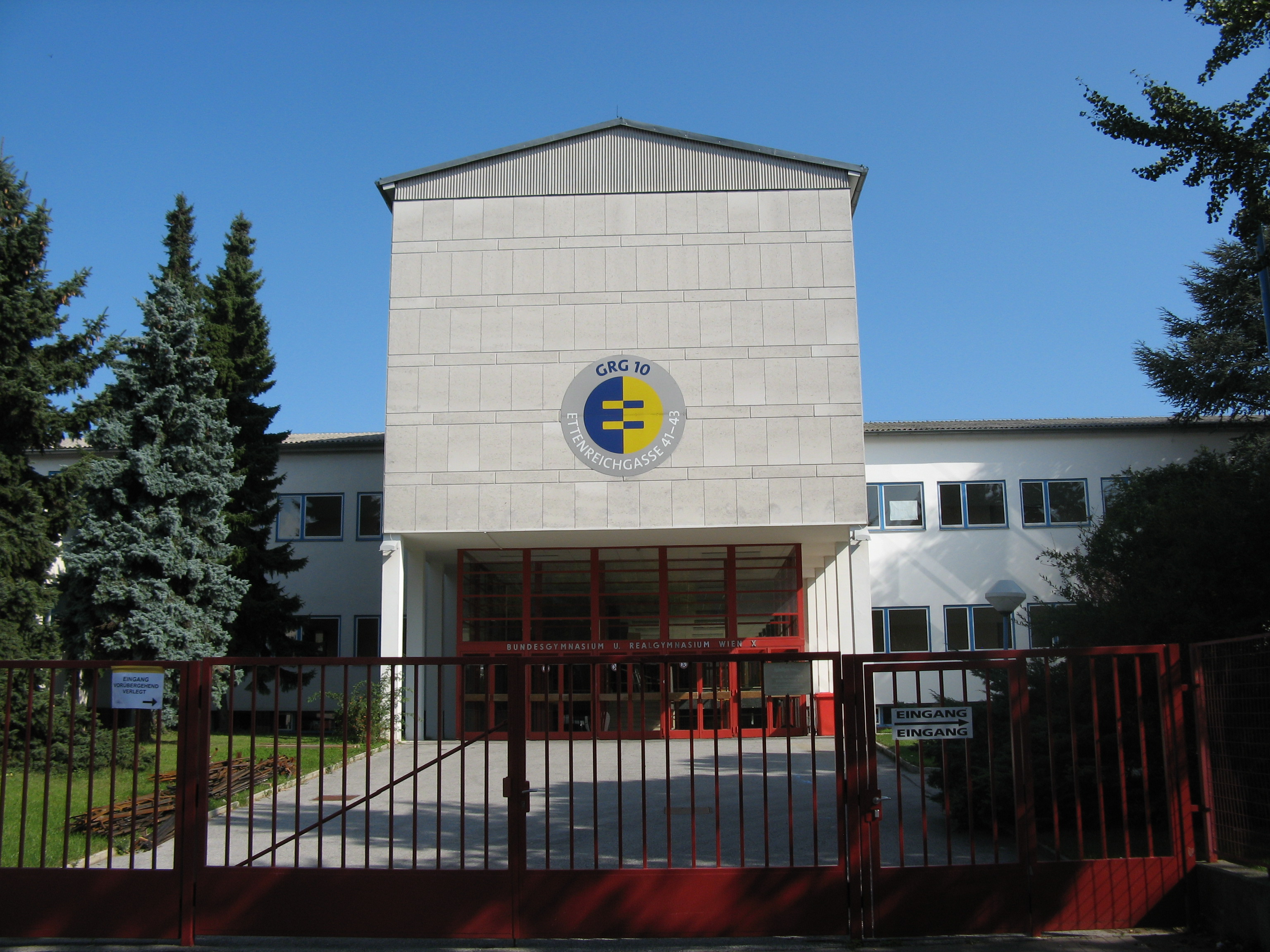
GRG 10, Ettenreichgasse 41–43

Am Beginn des Schulzentrums in der Ettenreichgasse befindet sich  ein Gymnasium, das von 1958 bis 1960 nach Plänen des Architekten Wilhelm Hubatsch errichtet wurde. Von 2009 bis 2011 fand auf dem Schulgelände eine Studie über die hier frei lebenden Feldhamster statt. Diese heute schon seltene Tierart fühlt sich gegenwärtig in menschlicher Umgebung sehr wohl. Am dort befindlichen  Sportplatz der Schule können sie nach Lust und Laune ihre Bauten und Löcher graben, was im sonst asphaltierten Wien eine nennenswerte Seltenheit darstellt und werden nicht vom Menschen gestört.

### Nr. 42–44: Ehemaliges Familienasyl St. Josef
Da durch die politische und wirtschaftliche Lage der kommunale Wohnhausbau in Wien in den 1930er Jahren stark zurückging, kam es zunehmend zur Errichtung von sogenannten Erwerbslosensiedlungen am freien Stadtrand, die in schlichter Form den zahlreichen arbeitslosen Wohnungssuchenden eine Unterkunft bieten sollten. Nach dem Vorbild des deutschen NS-Volkswohnungsbaus entstanden ab 1935 sieben Wohnhausanlagen, die die christlichsoziale Stadtverwaltung Familienasyle nannte. Diese insgesamt 830 Wohnungen wurden ausschließlich einkommensschwachen und kinderreichen Familien zeitlich begrenzt zur Verfügung gestellt. Meist wurde daraus aber eine Dauerwohnung.
Die genannte Wohnhausanlage wurde nach dem Heiligen Josef benannt. Der Architekt Franz Wiesmann erbaute sie 1935/36 in einfachen schmucklosen Formen und bemühte sich, trotz der geringen zur Verfügung stehenden Mittel, ein Mindestmaß an Humanität bei der Gestaltung des Wohnraums zu verwirklichen. Die Anlage besteht aus 95 Wohnungen in zwei Wohnhöfen, die Ecken an der Troststraße sind als einziges Gestaltungselement zurückversetzt. Zwischen 1991 und 1993 erfolgte eine Sanierung der Wohnhausanlage.
An der Seite zur Ettenreichgasse befindet sich an der Hauswand eine Großplastik von Josef Heu, die den Heiligen Josef darstellt. Diese Figur musste während der nationalsozialistischen Zeit Figuren mit dem Zeitgeschmack entsprechenden Heroen weichen. Nach dem Krieg wurde sie wieder am Haus angebracht. Damals entstand 1951 noch ein keramisches Relief von Edmund Moiret Mutter mit Kindern, das sich an der Seite zur Troststraße befindet.
Die ganze Wohnhausanlage steht unter Denkmalschutz.

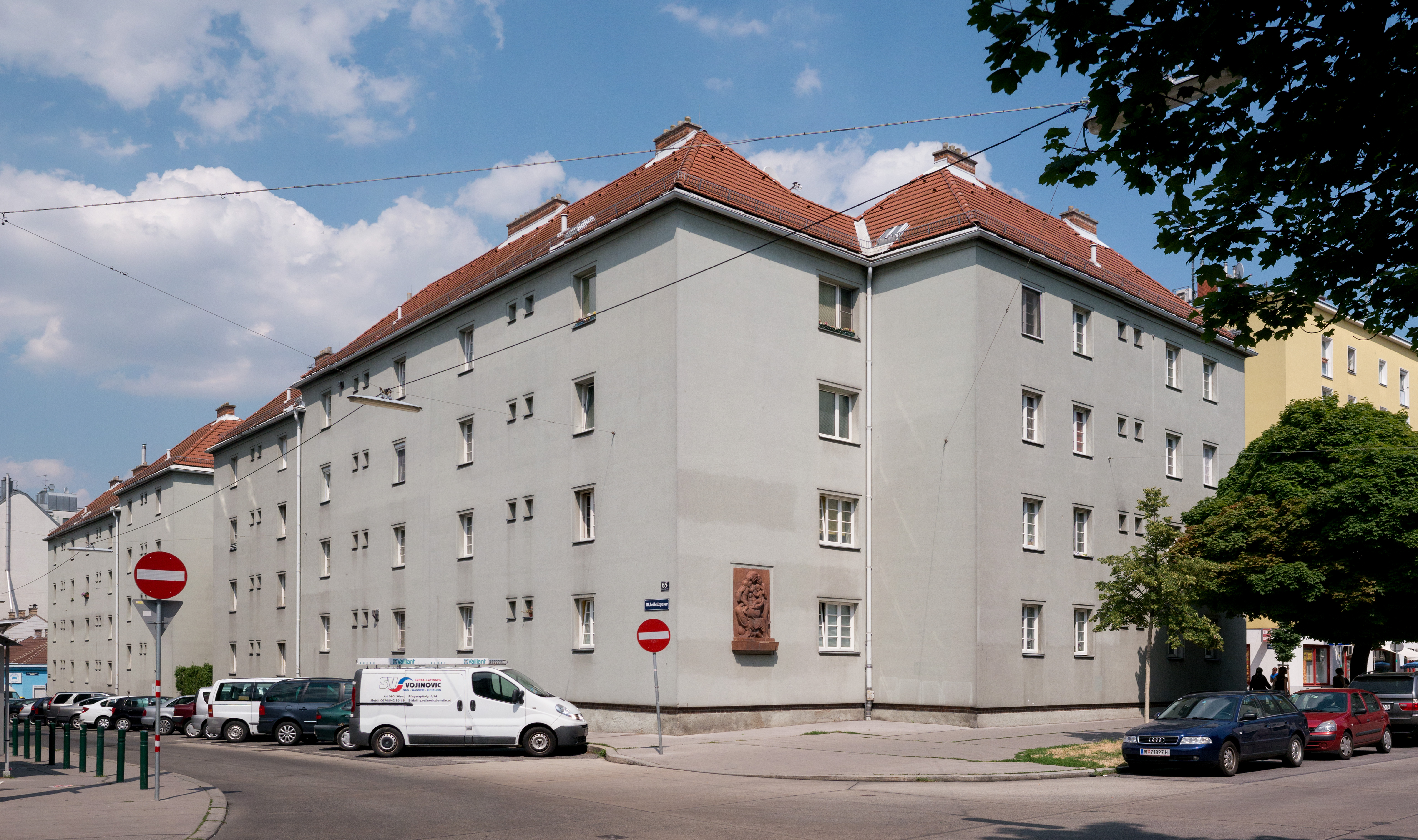
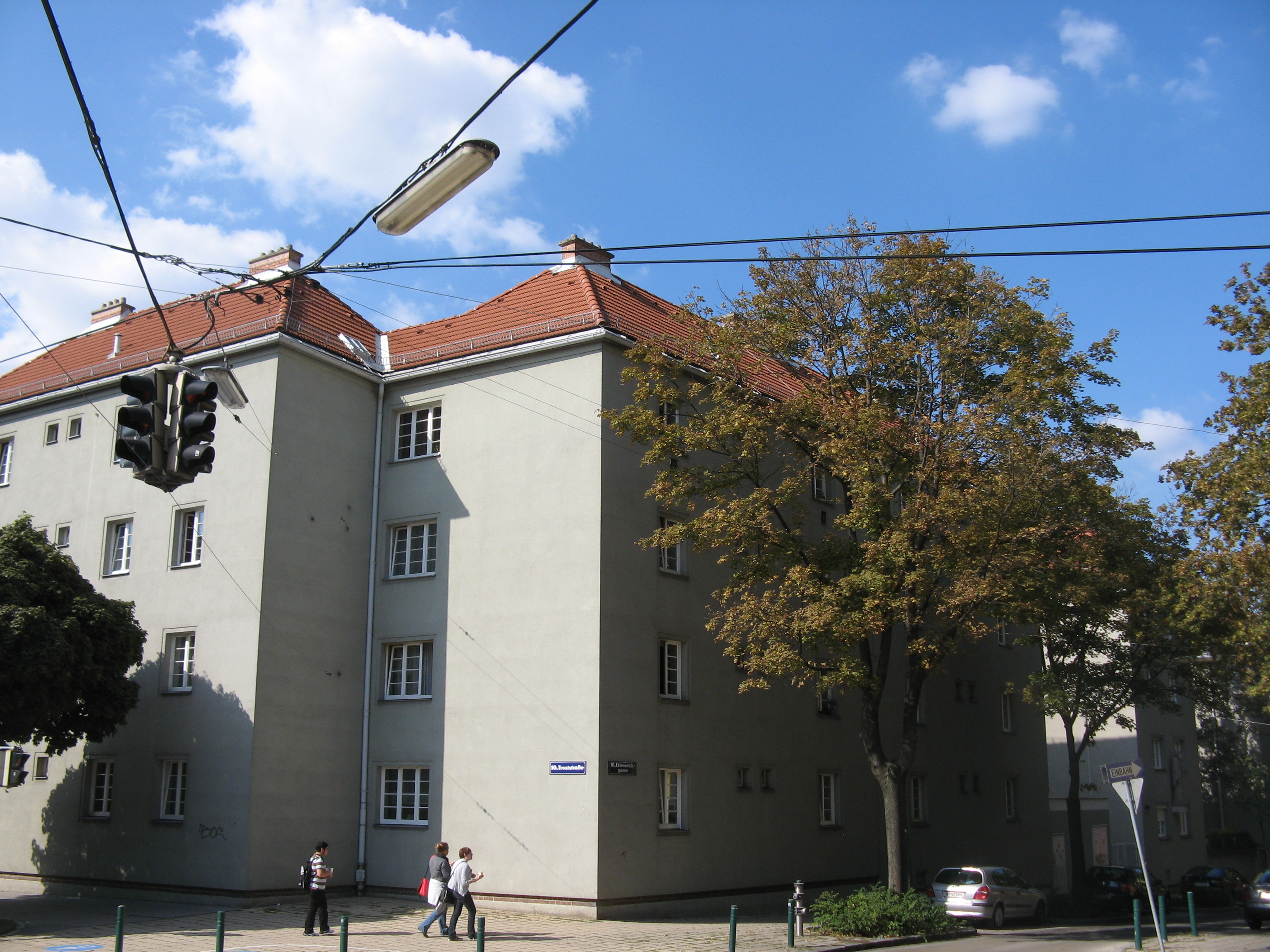
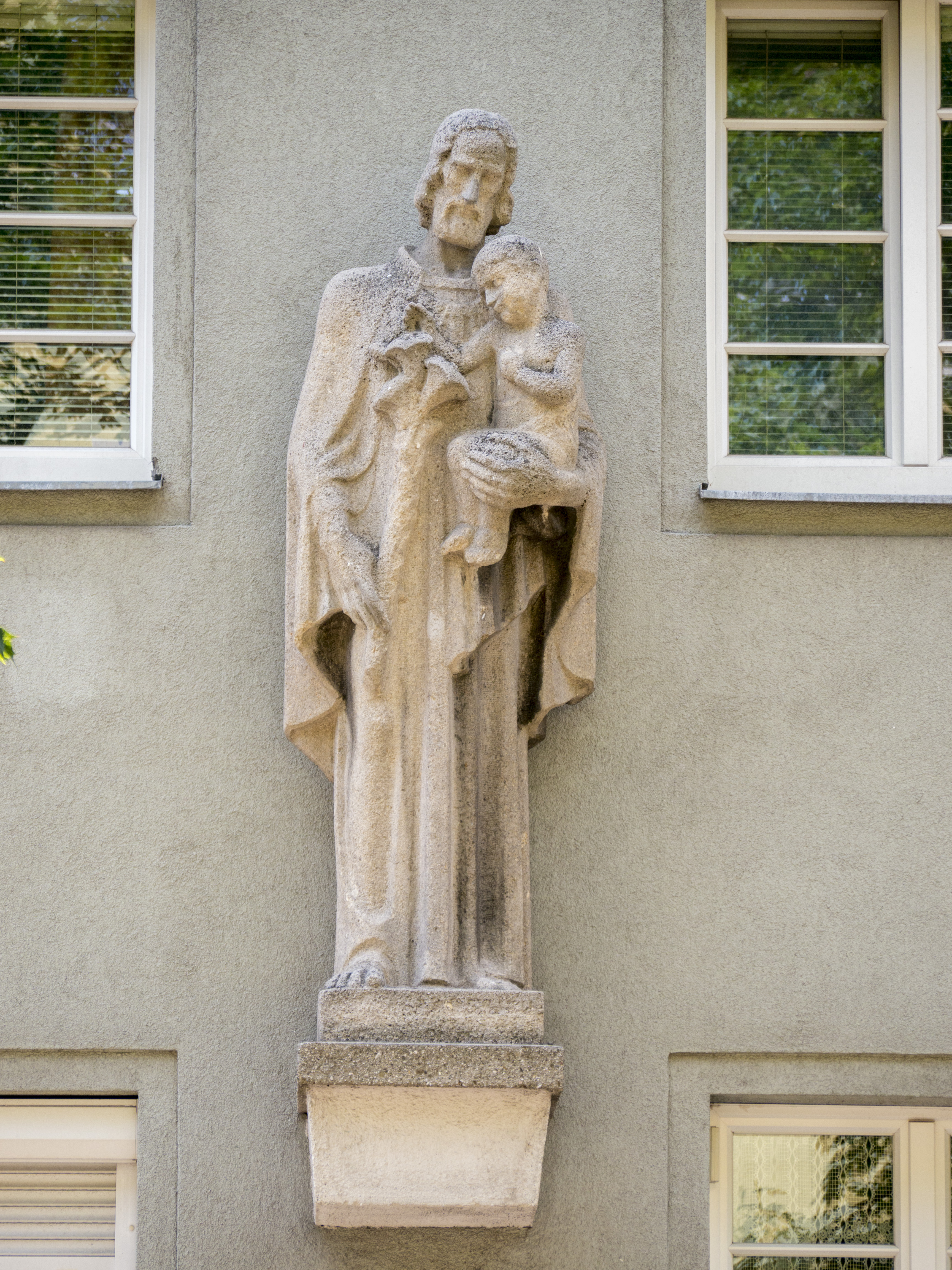
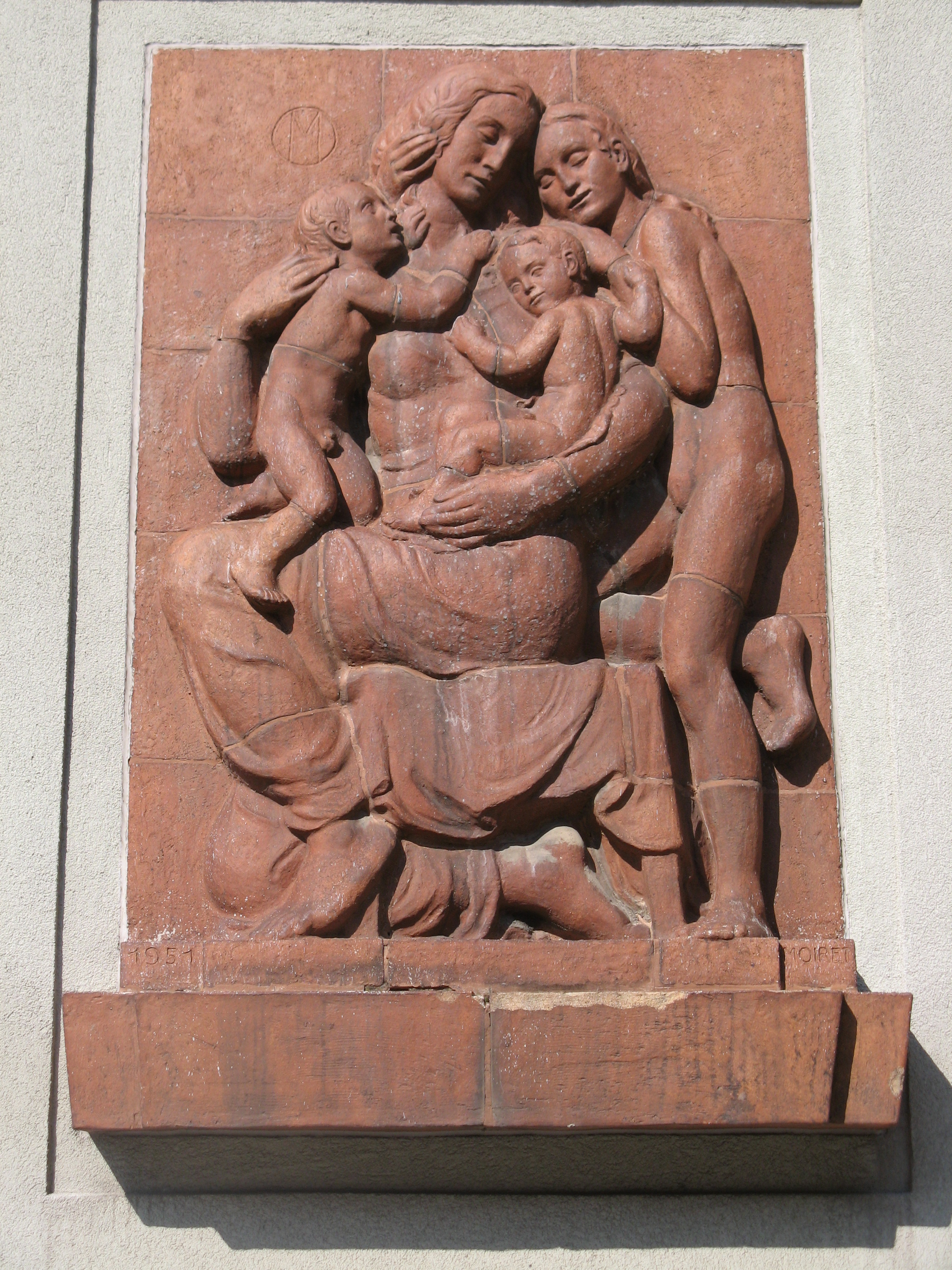

### Nr. 45: Pädagogische Hochschule Wien

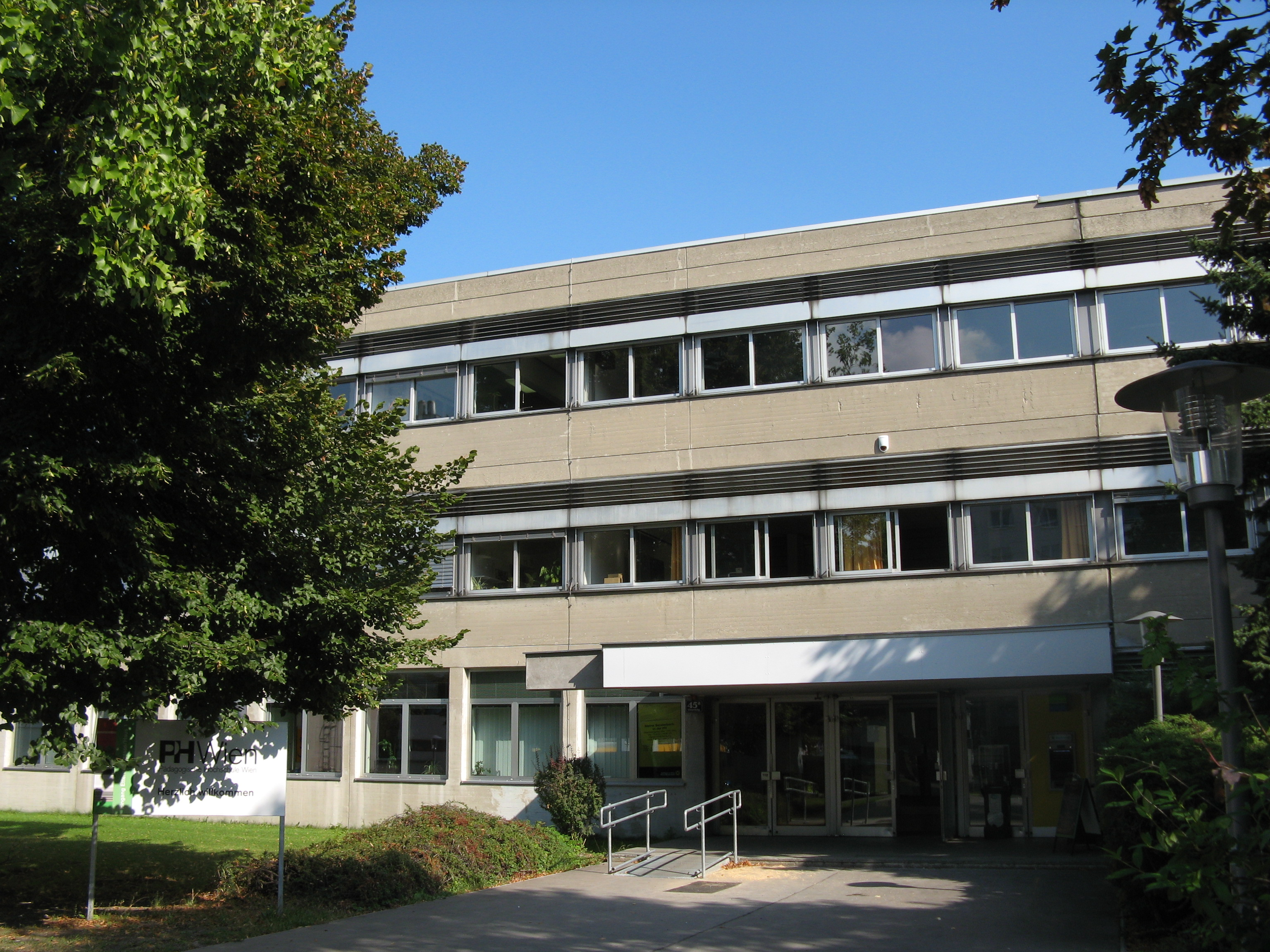
Pädagogische Hochschule Wien, Ettenreichgasse 45

Pädagogische Hochschule Wien: 1968 wurden die Gebäude an der Grenzackerstraße für die Pädagogische Akademie Ettenreichgasse des Bundes nach Plänen von Karl Leber und Heinrich Matha errichtet. Ausgebildet werden hier Pflichtschullehrer und Kindergartenpädagogen. Den Ausbildungsstätten sind eine Übungsvolksschule und ein Übungskindergarten, jeweils mit eigenen Eingängen, angeschlossen.

### Nr. 54: Höhere Technische Bundeslehranstalt

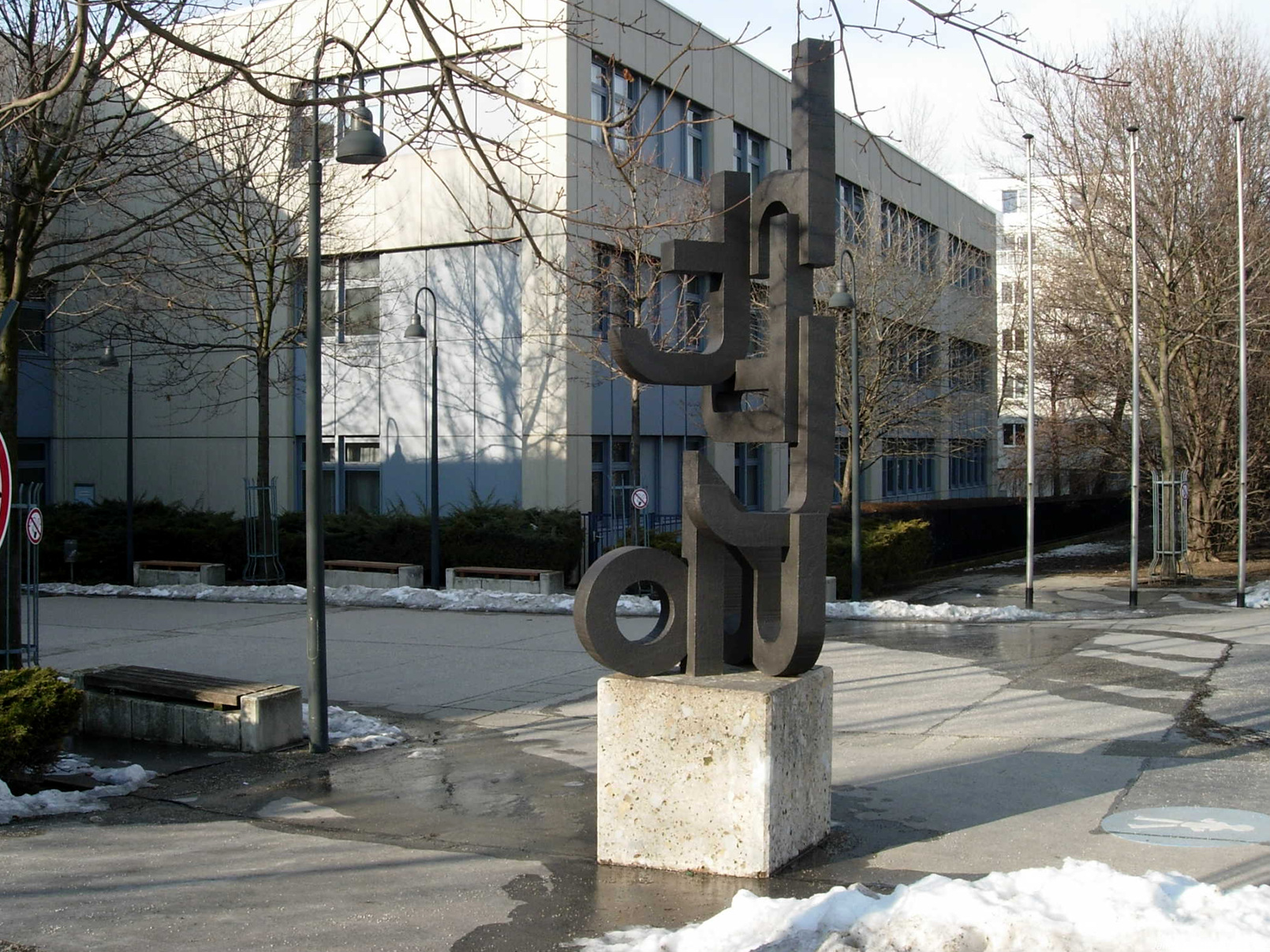
HTL Wien 10, Ettenreichgasse 54

HTL Wien 10: Auf der anderen Seite der Ettenreichgasse, an der Grenzackerstraße, befindet sich die Höhere Technische Bundeslehranstalt.